# Гамчен (комплекс вулканов)
Гамчен — комплекс вулканов, расположенный в юго-восточной части Камчатки, Россия. Находится в 110 км к югу от вулкана Безымянный. Несмотря на то что вулкан извергался около 2500 лет назад, опасность извержения остаётся и по сей день. Сложен преимущественно андезитами и базальтами. Вулкан состоит из двух сросшихся старых конусов и одного молодого. Последний расположен на южном склоне и является единственно активным конусом. В основании вулкана находится щит неправильной конической формы, вытянутый на северо-восток по вулканическом разлому, который возник в раннем голоцене. Поверх него расположена кальдера. На юго-восточном склоне вулкана Гамчен расположен стратовулкан Бараний с 2 кратерами, который возник в позднем голоцене и имеет побочный вулканический купол Луковица, который возник после последней активности Баранего вулкана примерно в период 3600-3000 лет назад. Имеются сольфатарные поля, которые проявляют слабую активность. Самый южный в этой группе — вулкан Комарова. Он причисляется к действующим по той причине, что здесь изредка наблюдается выход фумарол.

## Список вулканических объектов по алфавиту, входящих в комплекс Гамчен
| Название        | Тип                 | Высота (м) | Период образования | Диаметр основания (км) |
| --------------- | ------------------- | ---------- | ------------------ | ---------------------- |
| Бараний         | Стратовулкан        | ~2000      | Голоцен            | 2x2,5 км               |
| Высокий         | Стратовулкан        | 2161       | Голоцен            |                        |
| Комарова        | Стратовулкан        | 2070       | Голоцен            | 5x8                    |
| Луковица        | Вулканический купол | ~1500      | Голоцен            |                        |
| Молодой         | Стратовулкан        |            | Голоцен            | 3x4,5                  |
| Северный Гамчен | Стратовулкан        | 2577       | Плейстоцен         | 4,5x7                  |
| Южный Гамчен    | Стратовулкан        | 2300       | Плейстоцен         | 3x7                    |